# アジア競技大会ウエイトリフティング競技
アジア競技大会ウエイトリフティング競技（アジアきょうぎたいかいウエイトリフティングきょうぎ）は、1951年大会より1962年を除いて開催されている。女子は1990年大会より加わった。

## 現在の階級

### 男子
- -56kg
- -62kg
- -69kg
- -77kg
- -85kg
- -94kg
- -105kg
- +105kg

### 女子
- -48kg
- -53kg
- -58kg
- -63kg
- -69kg
- -75kg
- +75kg